# Imbrasia chevalia
Imbrasia chevalia är en fjärilsart som beskrevs av Stoneham 1933. Imbrasia chevalia ingår i släktet Imbrasia och familjen påfågelsspinnare. Inga underarter finns listade i Catalogue of Life.